# 예란 테르보른
예란 테르보른(Göran Therborn, 1941년 9월 23일 스웨덴 칼마르 ~ )은 케임브리지 대학교의 사회학 교수이며 현대 마르크스주의 사회학에서 가장 많이 인용되는 학자 중 한 명이다. 그는 뉴 레프트 리뷰와 같은 저널들에 포스트 마르크스주의의 일반적인 정치 및 사회학적 틀에 대해 기고하고 있다. 그가 주로 다루는 주제로는 사회의 계급 구조와 국가 기구의 기능 사이의 교차점, 주체 내 이데올로기의 형성과 마르크스주의 전통의 미래 등이다. 저서로 《권력의 이데올로기와 이데올로기의 권력》(The Ideology of Power and the Power of Ideology, 1980) 등이 있다. 테르보른은 2019년 스웨덴 레닌상을 수상했다.

## 저작
- Therborn, Göran (1976). 《Science, Class & Society》. Verso. ISBN 0-86091-724-X.
- Therborn, Göran (May–June 1977). “The rule of capital and the rise of democracy”. 《New Left Review》 (New Left Review) I (103): 3–41.
- Therborn, Göran (1978). 《What Does the Ruling Class do When it Rules?: State Apparatuses and State Power under Feudalism, Capitalism and Socialism》. (Reprinted as Radical Thinkers Series, Verso (2008)
- Therborn, Göran (1980). 《The Ideology of Power and the Power of Ideology》.(Reprinted as Verso Classic (1999)
- Therborn, Göran (1986). 《Why Some Peoples are More Unemployed than Others》.
- Therborn, Göran (1995). 《European Modernity and Beyond: The Trajectory of European Societies, 1945-2000》.
- Therborn, Göran (2004). 《Between Sex and Power: Family in the World, 1900-2000》.
- Therborn, Göran (2008). 《From Marxism to Post-Marxism?》.
- Therborn, Göran (2010). 《Handbook of European Societies: Social Transformations in the 21st Century》. ISBN 9781441981288. Details.
- Therborn, Göran (2011). 《The World: A Beginner's Guide》.
- Therborn, Göran (2013). 《The Killing Fields of Inequality》.
- Therborn, Göran (2017). 《Cities of power》.

## 같이 보기
- 마르크스주의
- 포스트 마르크스주의
- 사회 계급
- 사회학